# Opération Zitronella
Seconde Guerre mondiale
L'opération Zitronella (en français opération Citronnelle), également connue sous le nom d'opération Sizilien (en français opération Sicile) était un raid allemand de huit heures sur le Spitzberg, une île norvégienne, le 8 septembre 1943.

## Contexte
Au cours de la Seconde Guerre mondiale, l'archipel du Svalbard a été le théâtre d'un certain nombre d'opérations militaires. En août 1941, des Britanniques, des Canadiens et des Norvégiens libres débarquent au Spitzberg pendant l'opération Gauntlet. Le but était de détruire les riches mines de charbon ainsi que les équipements et les stocks, ce dont, à juste titre, les Allemands avaient l'intention de faire usage. Aucune tentative n'a été faite pour établir une garnison à cette époque et la population civile a été évacuée. En avril 1942, une force norvégienne a débarqué à Barentsburg lors de l’opération Fritham, pour établir une présence permanente dans les îles, mais cette opération a rencontré des difficultés considérables. Néanmoins, durant l'été 1943, ils étaient bien établis.
Pendant ce temps, l'Allemagne avait mis en place plusieurs stations météorologiques habitées dans le secteur Arctique de l'Atlantique, afin d’améliorer les prévisions météorologiques, vitales dans la guerre contre les convois alliés du Royaume-Uni à destination de l'URSS. L'une des premières stations habitées, Knospe (« bourgeon »), a été créée dans la partie intérieure du Krossfjorden sur l’île principale à la fin de 1941, sous le commandement de H. R. Knöspel, après l'évacuation des populations norvégiennes et russes en septembre 1941.
La station météorologique Knospe est évacuée au cours de l'été 1942, alors que la saison libre de glace rendait possible une attaque alliée. Le sous-marin désigné pour l'évacuation du groupe de six personnes était l’U-435 commandé par le Kapitänleutnant S. Strelow. L'évacuation a eu lieu le 23 août 1942, sans ingérence des Alliés.

## Action
En septembre 1943, le commandement naval allemand décide d’attaquer et de détruire les installations alliées. Une force navale est rassemblée, comprenant les cuirassés Tirpitz (son unique action offensive), Scharnhorst et neuf destroyers (cinq destroyers de classe Narvik : Z27, Z29 et Z30, Z31, le Z33, et l’Erich Steinbrinck, le Karl Galster, le Theodor Riedel, et le Hans Lody).
Le 8 septembre, un bataillon de troupes allemandes débarque, soutenu par l'artillerie navale, et saisit les installations de Barentsburg en forçant la garnison norvégienne à se retirer dans l'arrière-pays. Après avoir détruit les dépôts de charbon et d'autres installations, les forces allemandes se retirent volontairement d'une position difficile à défendre.

## Conséquences
Profitant de l'attaque, la Luftwaffe installe une station météorologique sur l’île Hopen.  À la fin de la guerre, les dernières troupes allemandes, hors prisonniers de guerre, à retourner dans leur pays ont été les équipes météorologiques sur place qui sont rapatriées par un cargo norvégien en aout 1945,.
Malgré son succès, l’opération Zitronella/Sizilien n’a qu‘un succès de faible portée. Elle ne procure aucun avantage durable, les Alliés ayant rapidement soulagé les hommes sur le Spitzberg et rétabli la garnison. Le 19 octobre, le croiseur USS Tuscaloosa arriva à Barentsburg avec des renforts. L'opération est qualifée par Morison comme un geste politique visant à démontrer à Hitler que la flotte de surface avait une valeur. Il suggère que l'effort était disproportionné en regard des résultats ; voire, que les mêmes résultats auraient pu être obtenus plus simplement.